# تشارلز هانسن
تشارلز هانسن هو دراج دنماركي، (ولد في كوبنهاغن في الدنمارك 1891  م).

## وصلات خارجية
- تشارلز هانسن على موقع إحصائيات الدراجات الإحترافية (الإنجليزية)
- تشارلز هانسن على موقع أوليمبيديا (الإنجليزية)